# Zheng Jiali
Pour les articles homonymes, voir Zheng (homonymie).
Zheng Jiali née le 1er juillet 1997, est une joueuse chinoise de hockey sur gazon.

## Carrière
Elle a fait ses débuts en équipe nationale le 4 juin 2022 contre l'Espagne à Terrassa lors de la Ligue professionnelle 2021-2022.